# العلاقات الغينية الموريتانية
العلاقات الغينية الموريتانية هي العلاقات الثنائية التي تجمع بين غينيا وموريتانيا.

## مقارنة بين البلدين
هذه مقارنة عامة ومرجعية للدولتين:
| وجه المقارنة                                              | غينيا       | موريتانيا                 |
| --------------------------------------------------------- | ----------- | ------------------------- |
| المساحة (كم2)                                             | 245.86 ألف  | 1.03 مليون                |
| عدد السكان (نسمة)                                         | 12.72 مليون | 4.42 مليون                |
| الكثافة السكانية (ن./كم²)                                 | 51.74       | 4.29                      |
| العاصمة                                                   | كوناكري     | نواكشوط                   |
| اللغة الرسمية                                             | لغة فرنسية  | اللغة العربية، لغة فرنسية |
| العملة                                                    | فرنك غيني   | أوقية موريتانية، أوقية ‏   |
| الناتج المحلي الإجمالي (بليون دولار)                      | 10.50 مليار | 5.02 مليار                |
| الناتج المحلي الإجمالي (تعادل القوة الشرائية) بليون دولار | 15.24 مليار |                           |
| الناتج المحلي الإجمالي الاسمي للفرد دولار أمريكي          | 531         |                           |
| الناتج المحلي الإجمالي للفرد دولار أمريكي                 | 1.22 ألف    | 3.91 ألف                  |
| مؤشر التنمية البشرية                                      | 0.411       | 0.506                     |
| رمز المكالمات الدولي                                      | +224        | +222                      |
| رمز الإنترنت                                              | .gn         | .mr                       |
| المنطقة الزمنية                                           | 00          | 00                        |

## منظمات دولية مشتركة
يشترك البلدان في عضوية مجموعة من المنظمات الدولية، منها:
| علم المنظمة | اسم المنظمة                                 | تاريخ انضمام غينيا | تاريخ انضمام موريتانيا |
| ----------- | ------------------------------------------- | ------------------ | ---------------------- |
|             | وكالة ضمان الاستثمار متعدد الأطراف          | 5 أكتوبر 1995      | 8 سبتمبر 1992          |
|             | الأمم المتحدة                               | 12 ديسمبر 1958     | 27 أكتوبر 1961         |
|             | منظمة التعاون الإسلامي                      | ?                  | ?                      |
|             | منظمة حظر الأسلحة الكيميائية                | ?                  | ?                      |
|             | منظمة التجارة العالمية                      | 25 أكتوبر 1995     | 31 مايو 1995           |
|             | منظمة الشرطة الجنائية الدولية               | ?                  | ?                      |
|             | الاتحاد الأفريقي                            | 1963               | 25 مايو 1963           |
|             | البنك الإفريقي للتنمية                      | ?                  | ?                      |
|             | مؤسسة التنمية الدولية                       | 26 سبتمبر 1969     | 10 سبتمبر 1963         |
|             | يونسكو                                      | 2 فبراير 1960      | 10 يناير 1962          |
|             | مجموعة دول أفريقيا والكاريبي والمحيط الهادئ | ?                  | ?                      |
|             | الاتحاد البريدي العالمي                     | ?                  | ?                      |
|             | البنك الدولي للإنشاء والتعمير               | 28 سبتمبر 1963     | 10 سبتمبر 1963         |
|             | أفريستات ‏                                   | 2000               | 1998                   |
|             | مؤسسة التمويل الدولية                       | 22 أكتوبر 1982     | 29 ديسمبر 1967         |
|             | المركز الدولي لتسوية المنازعات الاستشارية   | 4 ديسمبر 1968      | 14 أكتوبر 1966         |